# Jalāl ad-Dīn Muhammad Rūmī
Jalal ad-Din Muhammad Rumi, pe numele său complet Mawlānā Jalāl ad-Dīn Muhammad Rūmī (persană مولانا جلال الدین محمد رومی‎, turcă Mevlânâ Celâleddin Mehmed Rumi), cunoscut și ca Mawlānā Jalāl-ad-Dīn Muhammad Balkhī (Mawlānā Jalāl ad-Dīn Muhammad Balkhī; persană محمد بلخى‎; n. 30 septembrie 1207, Вахш⁠(d), Hatlon, Tadjikistan – d. 17 decembrie 1273, Konya, Sultanatul de Rum, astăzi în Turcia) a fost unul din cei mai cunoscuți mistici persani și islamici, întemeietor al Ordinului Mevlevi.
Limba maternă a lui Rumi a fost persana.
Rumi, denumit „prințul poeților sufi”, a fost un mistic care a amalgamat în sine gânditorul și artistul. În întreaga lui creație el a proslăvit iubirea divină, ghidul spiritual al biografiei sale. El nu l-a căutat pe Dumnezeu în afară, ci în sine însuși.

## Biografie
S-a născut la Balch (Bactra), Afghanistan. Tatăl său a fost teolog, jurist, mistic, supranumit sultanul savanților. Când mongolii au invadat Asia Centrală (1215 - 1220), familia sa, împreună cu un grup de discipoli de-ai tatălui, a fost nevoită să se retragă spre vest. În drum spre Anatolia, aceștia îl întâlnesc pe Attar, celebru poet persan, întâlnire care va avea un puternic impact asupra lui Rumi.

## Opera
Rumi, ca și alți sufiți, precum Rabi’a, al-Hallaj, Bayazid Bistami, Sana’i, Suhrawardi al-Maqtul, Fariduddin Attar, al-Ghazali, Ibn Arabi și încă mulți alții, descrie în opera sa treptele pe care le urcă îndrăgostitul sufit în căutarea lui Dumnezeu și, în final, contopirea cu El. 
Din opera sa: 
- Mathnawî (Distihuri).

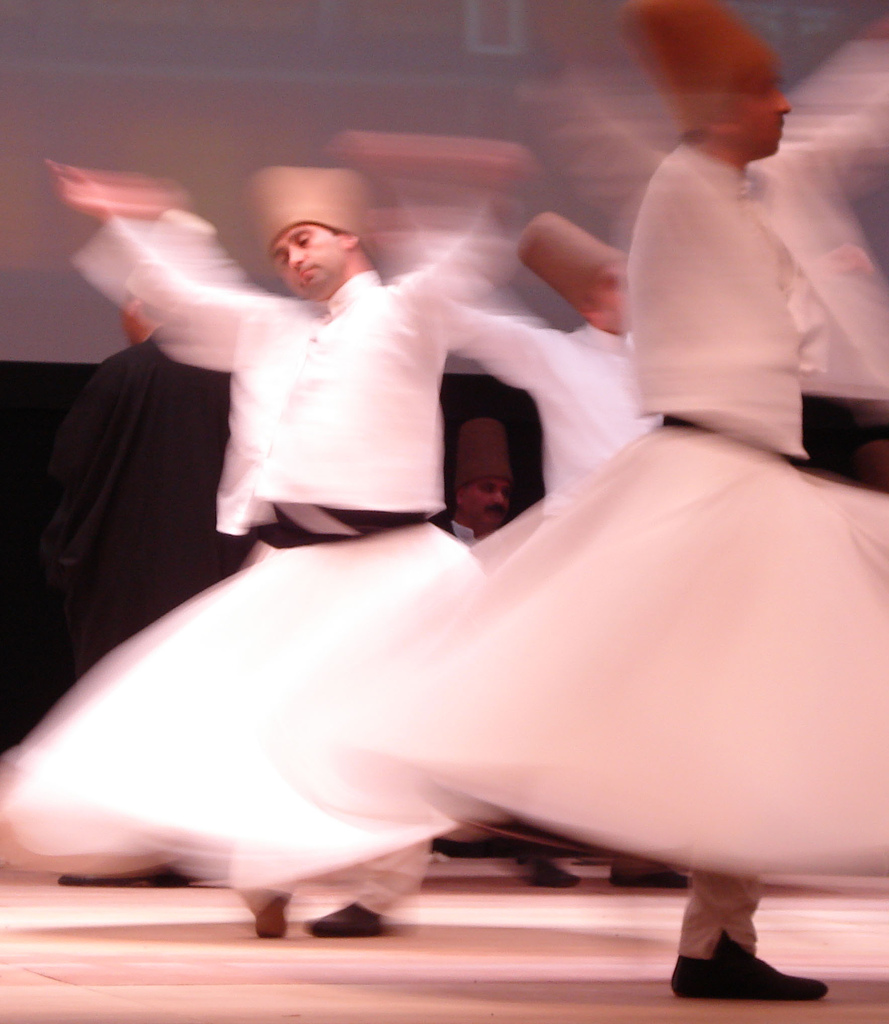
Derviși mevleviți sau rotitori

- Diwan-e Shams-e Tabrizi(Divanul lui Shams din Tabriz).
- Rub'ayyat (Catrene).
- Fihi-ma-fihi(Lăuntrul lăuntrului), principala creație în proză a lui Rumi.

### Mathnawî
Mathanawî - titlul monumentalei sale opere - înseamnă distih (vers dublu), ea fiind compusă din aproximativ 25.000 de mii de distihuri. Aceasta capodoperă a literaturii persane este chintesența intregii gandiri sufite de până atunci, ea cuprinde povestiri și parabole cu caracter etic, ilustrate cu pilde din Coran, Evanghelie, Tora, din culegerea de fabule Kalila și Dimna, datorată lui Ibn al-Muqaffa', precum și din folclorul oriental, cu referiri la filosofia greacă și indiană.

### Fihi ma fihi
Pe lângă lucrările în versuri, Rumi a lăsat și câteva opere în proză, cum ar fi Maktubat (Epistole) si Fi-hi ma fi-hi (Cuprinde ceea ce cuprinde; o altă posibilă traducere ar fi: Lăuntrul lăuntrului). Fihi ma fihi, principala sa operă în proză, pornește de la o spusă a profetului Muhammed și se constituie într-o pledoarie pentru neangajarea învățatului față de puterea politică.

## Moartea

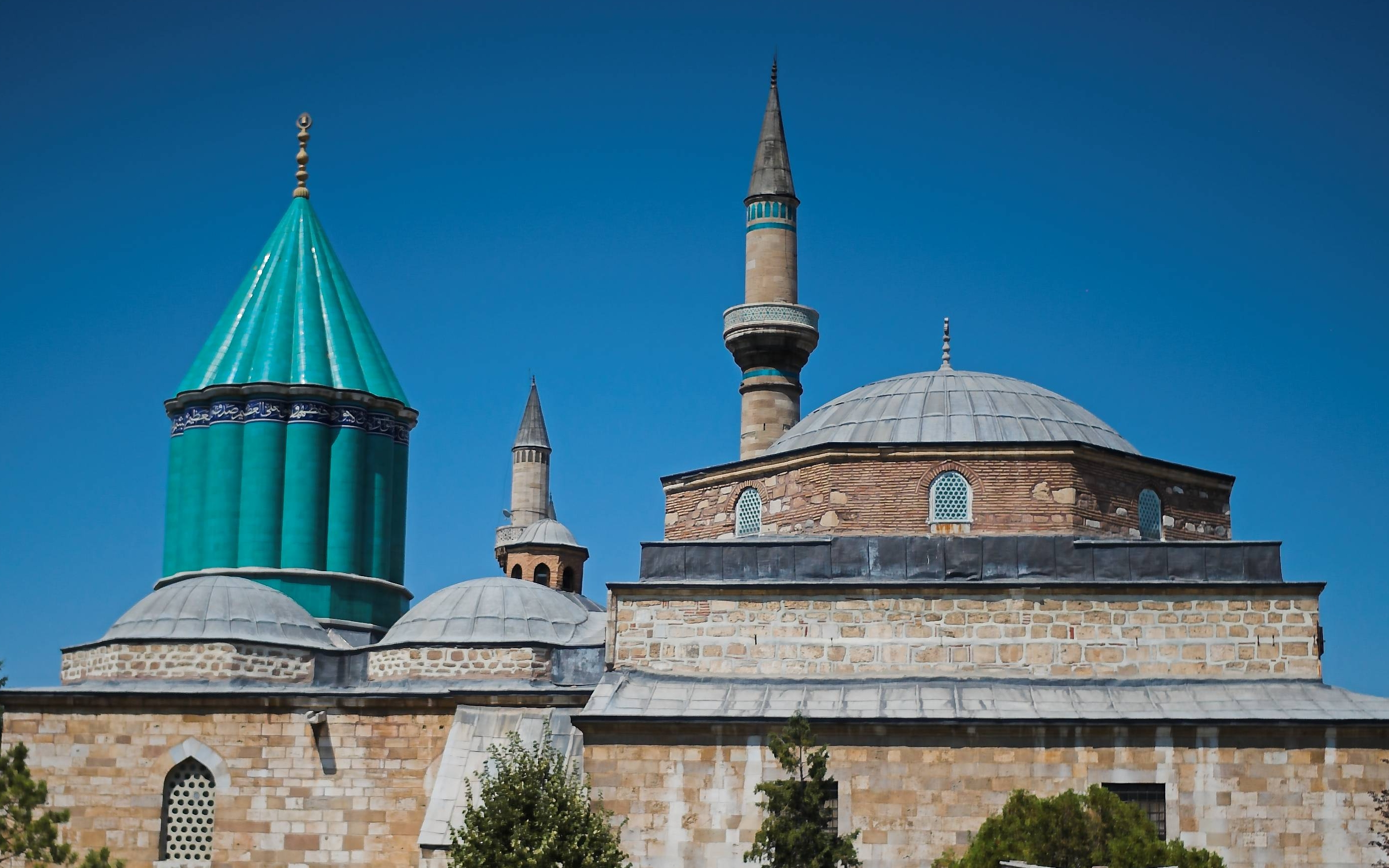
Mausoleul lui Rumi de la Konya.

Rumi a murit în noaptea de 17 decembrie 1273 la Konya, noapte ce este cunoscută sub numele de șeb-e arus (noaptea miresei ; noaptea nunții), deoarece, în sufism, moartea este considerată drept marea sărbătoare a reîntoarcerii spiritului la Dumnezeu și a contopirii cu El.

## Rumi în limba română
În limba română, fragmente din Mathnawi au fost traduse și publicate în:
- Jalaluddin Rumi. 2003. Metafore și parabole. Traducere din limba persană: Otto Starck. Studiu introductiv: George Grigore. București: Editura Kriterion.

O poezie a lui George Coșbuc se numește "Puntea lui Rumi".  